# Anna: ot 6 do 18
Anna: ot 6 do 18 (russisk: Анна: от 6 до 18, da.: Anna: fra 6 til 18) er en sovjetisk/russisk eksperimenterende dokumentarfilm fra 1993 af Nikita Mikhalkov.
Filmen er optaget over en periode på 13 år fra 1980 i Sovjetunionen til 1993 i Rusland og viser opvæksten af Mikhalkovs ældste datter Anna. Filmen er første del af en filmtrilogi, som også omfattede dokumentarfilmene Mama (Mor) og Otetj (Far).
Filmen blev udgivet i Rusland efter Sovjetunionens opløsning.
Filmens hovedperson, Anna, har efter filmens udgivelse gentagne gange udtalt, at hun kategorisk ikke kan lide filmen og betragter den som "en dissektion af hendes privatliv" og "en sjælelig ekshibitionisme "..

## Handling
Datteren af filminstruktøren, Anna, svarer i en periode i hendes liv fra hun er 6 til 18 år på de samme spørgsmål fra faren. Svarene monteret med relation til de begivenheder, der prægede Sovjetunionen og Rusland i de år filmen er optaget, og mange centrale historiske begivenheder bliver kommenteret med barnets (og instruktørtens) øjne: generalsekretærernes død: Bresjnev, Andropov, Tjernenko, perestrojka, USSR's sammenbrud og Boris Jeltsins opstigen til magten.

## Medvirkende
- Anna Mikhalkova
- Nadezjda Mikhalkova
- Artjom Mikhalkov
- Nikita Mikhalkov